# 1. Ubootgeschwader

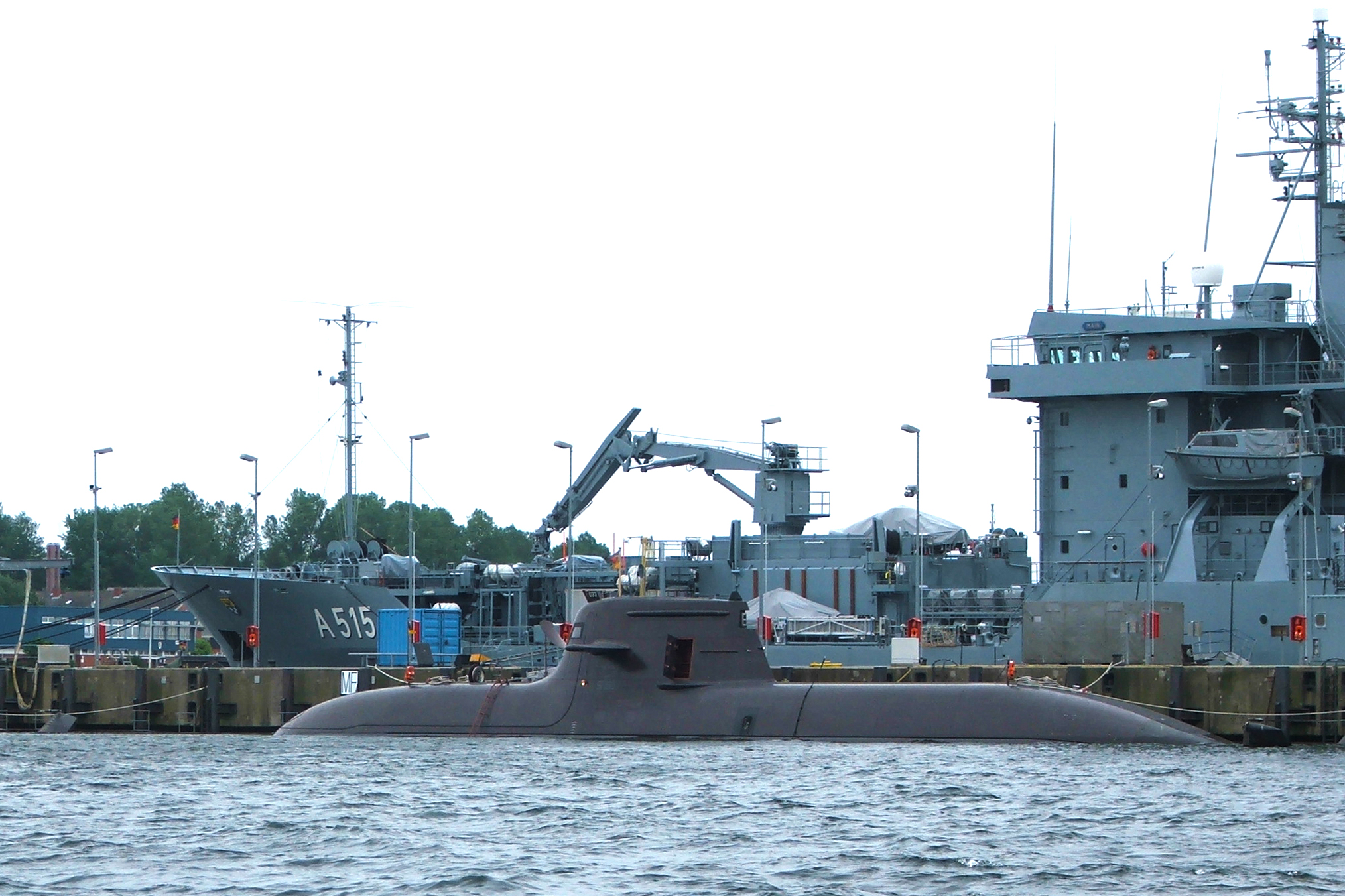
Ein U-Boot der Klasse 212 A vor dem Tender „Main“ der Klasse 404 im Kranzfelder-Hafen in Eckernförde

Das 1. Ubootgeschwader (1. UGschw) ist ein Bootsgeschwader der Deutschen Marine mit Standort Eckernförde, das der Einsatzflottille 1 in Kiel untersteht.

## Geschichte

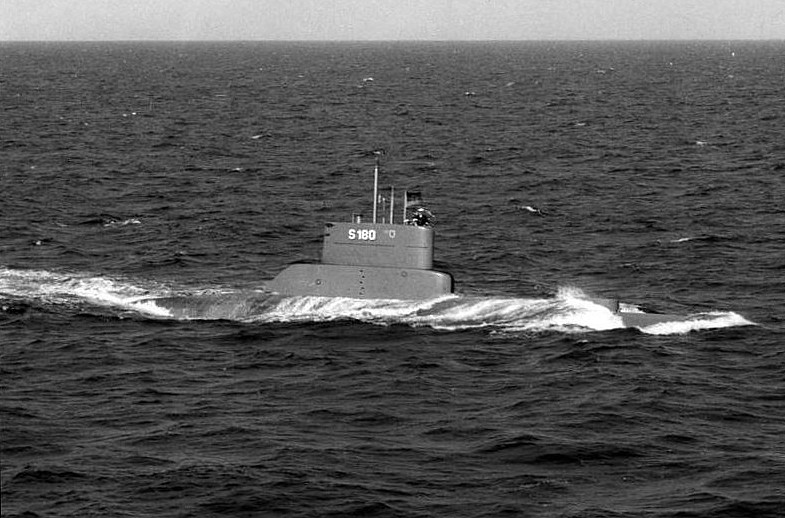
U 1 der Klasse 205 in See kurz nach der Indienststellung 1967

Das 1. Ubootgeschwader wurde am 1. Oktober 1961 in Kiel aufgestellt. Es unterstand zunächst truppendienstlich der Amphibischen Gruppe, bevor es am 1. November der neu aufgestellten Ubootflottille unterstellt wurde.
Am 21. März 1962 wurde dem 1. Ubootgeschwader das tags zuvor in Dienst gestellte U-Boot U 1 als erster Nachkriegsneubau unterstellt. Im Mai 1962 folgte U 2. Als Sicherungsboot diente das ehemalige Räumboot Merkur. Nachdem sich die Konstruktion der Boote der Klasse 201 nicht bewährt hatte, wurden beide Boote wieder außer Dienst gestellt, und das Geschwader erhielt zwischen 1962 und 1969 elf Boote der Klasse 205.
1964 wurden beim 1. Ubootgeschwader die beiden Uboottender Lahn und Lech in Dienst gestellt. Lech wurde bereits 1966 wieder außer Dienst gestellt und der Reserveflottille zugeteilt. Im selben Jahr wurde Merkur ausgesondert.
Das 1. Ubootgeschwader wird seit 2011 mit einem Mehrbesatzungsmodell betrieben, das heißt, dass es mehr Besatzungen als U-Boote gibt. Die Besatzungen tragen die Namen Alpha, Bravo, Charlie usw. nach dem NATO-Alphabet.
Im Rahmen der Neuausrichtung der Bundeswehr wurde am 29. August 2013 das Ausbildungszentrum Uboote (AZU) dem 1. Ubootgeschwader unterstellt. Seit Oktober 2016 stehen der Marine mit dem Zulauf von U 36 sechs Unterseeboote zur Verfügung.

## Einsatzbereitschaft
Die U-Boote müssen regelmäßig in der Werft überholt werden. Angestrebt ist eine Einsatzbereitschaft von vier der sechs U-Boote.
Aufgrund von verschiedenen Schäden und fehlenden Ersatzteilen war im Oktober 2017 jedoch keines der sechs Boote einsatzbereit. 2018 und 2019 waren jeweils drei Boote einsatzbereit.

## Einheiten
Dem 1. Ubootgeschwader sind folgende Einheiten unterstellt:
- die Uboote der U-Boot-Klasse 212 A: U 31, U 32, U 33, U 34, U 35 und U 36
- die Flottendienstboote der Oste-Klasse: Oste, Oker und Alster
- ein Tender (Versorgungsschiff) der Tender Klasse 404: Main
- das Ausbildungszentrum Uboote (AZU) (ebf.) in Eckernförde (Außenstelle Marienleuchte)

## Kommandeure
| Nr. | Name                                                 | Beginn der Amtszeit | Ende der Amtszeit  | Bemerkungen          |
| --- | ---------------------------------------------------- | ------------------- | ------------------ | -------------------- |
| 30. | Fregattenkapitän Kai Oliver Nickelsdorf              | 2. Oktober 2024     | -                  |                      |
| 29. | Fregattenkapitän Lars Gößing                         | 30. September 2022  | 2. Oktober 2024    |                      |
| 28. | Fregattenkapitän Frédéric Strauch                    | 29. September 2020  | 30. September 2022 |                      |
| 27. | Fregattenkapitän Timo Cordes                         | 2. Juli 2018        | 29. September 2020 |                      |
| 26. | Fregattenkapitän Lars Johst                          | 2. April 2015       | 2. Juli 2018       |                      |
| 25. | Fregattenkapitän Jens Grimm                          | 29. August 2013     | 2. April 2015      |                      |
| 24. | Fregattenkapitän Sascha Helge Rackwitz               | 27. September 2011  | 28. August 2013    |                      |
| 23. | Fregattenkapitän Patrick Rothehüser                  | 22. September 2009  | 26. September 2011 |                      |
| 22. | Fregattenkapitän Rainer Preuß                        | 2. Juni 2008        | 21. September 2009 |                      |
| 21. | Fregattenkapitän Andreas Verheyen                    | 16. August 2006     | 1. Juni 2008       |                      |
| 20. | Fregattenkapitän Ingo Pache                          | 15. Februar 2006    | 15. August 2006    |                      |
| 19. | Fregattenkapitän Joachim Brune                       | 2002                | 14. Februar 2006   |                      |
| 18. | Fregattenkapitän J. Schmidt                          | 2001                | 2002               |                      |
| 17. | Fregattenkapitän R. Schmitt-Raiser                   | 30. Juli 1999       | 2001               |                      |
| 16. | Fregattenkapitän S. Schneider                        | 1. Oktober 1996     | 29. Juli 1999      |                      |
| 15. | Fregattenkapitän Klaus Röder                         | 1. April 1994       | 30. September 1996 |                      |
| 14. | Fregattenkapitän Wolfgang Hett                       | 26. September 1991  | 31. März 1994      |                      |
| 13. | Fregattenkapitän Norbert Hermann                     | 3. April 1989       | 25. September 1991 |                      |
| 12. | Fregattenkapitän Matz Borchert                       | 1. Oktober 1987     | 2. April 1989      |                      |
| 11. | Fregattenkapitän Bernd Hillebrenner                  | 1. April 1985       | 30. September 1987 |                      |
| 10. | Fregattenkapitän Rubert Bischoff                     | 1. April 1983       | 31. März 1985      |                      |
| 9.  | Fregattenkapitän Dieter Holfert                      | 15. März 1980       | 31. März 1983      |                      |
| 8.  | Fregattenkapitän Peter Jung                          | 1. September 1976   | 14. März 1980      |                      |
| 7.  | Fregattenkapitän Jörg Ullmann                        | 1. Oktober 1973     | 31. Oktober 1976   |                      |
| 6.  | Korvettenkapitän/Fregattenkapitän Johannes Ewerth    | 21. Januar 1971     | 30. September 1973 |                      |
| 5.  | Fregattenkapitän Wolfgang Wüstenberg                 | 1. Oktober 1969     | 20. Januar 1971    |                      |
| 4.  | Fregattenkapitän Johannes Kowallik                   | 1. Oktober 1966     | 30. September 1969 |                      |
| 3.  | Fregattenkapitän Walter Ehrhardt                     | 1. Oktober 1963     | 30. September 1966 |                      |
| 2.  | Korvettenkapitän/Fregattenkapitän Hans-Günther Lange | März 1962           | 30. September 1963 |                      |
| 1.  | Korvettenkapitän Hans-Günther Lange                  | 1. Oktober 1961     | März 1962          | als S 3 m.d.W.d.G.b. |